# Oddaljen
Oddaljen (turško Uzak) je turški dramski film iz leta 2002, ki ga je režiral in produciral Nuri Bilge Ceylan ter zanj tudi napisal scenarij. V glavnih vlogah nastopata Muzaffer Özdemir in Mehmet Emin Toprak. Zgodba govori o mladem delavcu Yusufu (Toprak), ki izgubi službo in se preseli k sorodniku Mahmutu (Özdemir) v Carigrad. Mahmut je uspešen fotograf in intelektualec, Yusuf pa neizobražen in nerazgledan, zato se ne ujameta. Yusuf je tudi pričakoval, da si bo hitro našel službo kot mornar. 
Film je bil premierno prikazan 20. julija 2002. Naletel je na dobre ocene kritikov in osvojil 31 filmskih nagrad, tudi drugo najprestižnejšo nagrado Grand Prix in nagrado za najboljšega igralca (Toprak in Özdemir) na Filmskem festivalu v Cannesu, kjer je bil tudi nominiran za zlato palmo. Osvojil je tudi posebno nagrado žirije na Mednarodnem filmskem festivalu v Chicagu, nagrado za najboljši balkanski film na Mednarodnem filmskem festivalu v Sofiji in nagrado za najboljši film zlata pomaranča na Mednarodnem filmskem festivalu v Antalyi. To je bil zadnji film za Topraka, ki je umrl decembra 2002 v prometni nesreči ob vračanju s Filmskega festivala v Ankari. Leta 2019 ga je režiser  Andrew Haigh označil za svoj najboljši film 21. stoletja, ker je »eden najboljših filmov o osamljenosti vseh časov«.

## Vloge
- Muzaffer Özdemir kot Mahmut
- Mehmet Emin Toprak kot Yusuf
- Zuhal Gencer kot Nazan
- Nazan Kirilmis kot ljubimka
- Feridun Koc kot hišnik
- Fatma Ceylan kot mati